# Am See (Traboch)
Am See ist ein Ort in der Obersteiermark und Ortslage der Gemeinde Traboch, als Am Seeanger Ortslage der Gemeinde Kammern im Liesingtal sowie als Trabocherstraße Ortslage von Sankt Peter-Freienstein, alle im Bezirk Leoben der Steiermark.

## Geographie
Der Ort befindet sich etwa 7½ Kilometer westlich von Leoben, 1 km südlich von Edling, 2 km nördlich von Traboch im Liesingtal, 3 km westlich von St. Peter-Freienstein, 7 km östlich von Kammern. 
Die Ortslage liegt dort, wo der Veitscher Graben vom Liesingtal kommend in das Trofaiacher Becken eintritt. Durch den Ort verläuft die B115 Eisen Straße.
Der Ort umfasst die Häuser an der Nordseite des Trabocher Sees, am Veitscherwald und gegen St. Peter-Freienstein hin. 
- Davon liegen etwa 10 Häuser direkt am See, das sind die Ortslagen Am See von Traboch.
- Eine weitere kleine Häusergruppe mit 10 Häusern Am Seeanger, nördlich oberhalb gegen Edling hin, liegt auf Kammerner Gemeindegebiet und wird aus statistischen Gründen bei Glarsdorf (3½ km nordwestlich hinter dem Veitscherwald) statistisch miterfasst.
- Zu Kammern gehört auch etwas Seegrund, das Gebäude des Freizeitzentrums Trabochersee ist auf der Gemeindegrenze errichtet.
- Östlich an der Straße nach St. Peter-Freienstein, der Trabocherstraße, erstreckt sich Neusiedlungsgebiet, das inzwischen um die 50 Häuser erfasst, davon noch ein Haus auf Trabocher Gemeindegebiet und in St. Peter-Freiensteiner Gebiet mit den Straßennamen (aber nicht Adressen) Greimerweg, Strasserweg und Wirnsbergerweg. Dort gehören die Häuser südlich der Straße zu Traidersberg, nördlich der Straße aber zu Hessenberg.

Nachbarorte
|  | Edling (Trofaiach)                          | Hessenbergsiedlung (Gem. St. Peter-Frst.) |
|  | Kompassrose, die auf Nachbargemeinden zeigt | Eberhart (Gem. St. Peter-Frst.)           |
|  | Traboch (Gem.)                              |                                           |

## Geschichte
1968 wurde hier am Veitscherbach, der regelmäßig über die Ufer getreten war (so 1889, 1938, 1946), ein Stausee errichtet. Er wurde fortan auch als Badesee genutzt. In der Folge entstanden etliche Ferienhäuser, die Baugründe am See wurden seinerzeit um 60 Schilling je m³ gehandelt.
In den jüngeren Jahren wurden weitere Baugründe im Gemeindegebiet St. Peter-Freienstein ausgewiesen, wodurch sich der Siedlungsraum stark nach Osten erweiterte.

## Infrastruktur
Im Ort befindet sich das Freizeitzentrum Trabochersee mit etlichen Freizeiteinrichtungen (Tretbootverleih, Tennis, Minigolf, Eissport).

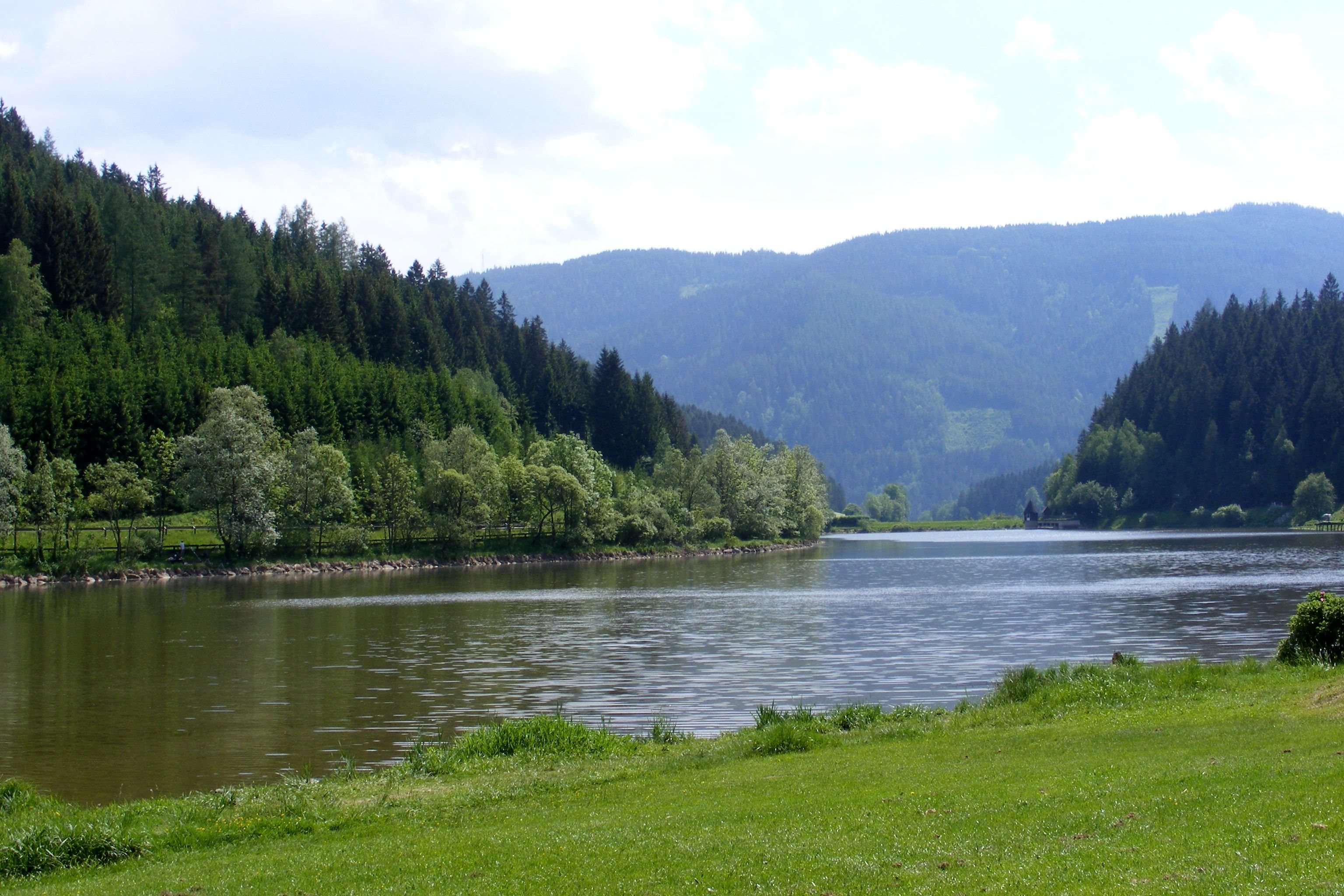
Blick über den See auf die Staumauer, vom Freizeitzentrum